# New Weird America
Il termine New Weird America descrive un movimento musicale del XXI secolo di musica folk-psichedelica. Il termine fu coniato da David Keenan nel numero dell'agosto del 2003 di The Wire, a proposito del Battleboro Free Folk Festival organizzato da Matt Valentine ed è una parafrasi dalla frase di Greil Marcus "Old Weird America" usata nel suo libro "Antologia della musica Folk americana" da Bob Dylan e il suo ambiente. Lo stile che caratterizza il movimento deriva per la gran parte dai gruppi folk e psichedelici dagli anni 60 ai 70, inclusi performers come Holy Modal Rounders e il gruppo inglese Pentangle, ma trova anche ispirazione da fonti disparate come l'heavy metal, il free jazz, la musica elettronica, il noise così come la musica folk Americana di metà 900. I generi vengono generalmente classificati come psych folk o freak folk.
La musica di protesta, suonata da musicisti poco esperti (e spesso emarginati sociali) esemplificata da The Shaggs, Roky Erickson, e Jandek, sembra essere stata di grande influenza sul movimento del New Weird America. Alcuni artisti hanno anche raccolto critiche per il loro speculare su un'immagine di instabilità mentale, sfruttando la purezza e la spensieratezza dello status di "emarginato".
Molti lavori del genere sono prodotti in piccole edizioni e distribuite in via indipendente. La musica è stata discussa ampiamente dalla rivista di Los Angeles Arthur magazine, che ha pubblicato esaurienti pezzi su Devendra Banhart, Joanna Newsom, Animal Collective e Six Organs of Admittance, nonché curato la compilation The Golden Apples of the Sun e gli eventi 2006's Arthur-Ball e 2005's Arthur-Fest, a cui hanno partecipato vari artisti del movimento.
New Weird America non è un movimento unificato ma un termine coniato da giornalisti così come “post-rock" o "indie rock". Molte band sono state etichettate così dalla stampa pur non identificandosi nel filone.